# Cimetière joyeux de Săpânța
Le Cimetière joyeux de Săpânța (en roumain : Cimitirul Vesel din Săpânța) se situe dans la commune de Săpânța (județ de Maramureș) au nord de la Roumanie. 
Ce cimetière entoure l'église orthodoxe Nașterea Maicii Domnului (église de la Naissance de la Vierge Marie) du village et a la particularité d'avoir ses tombes ornées de stèles funéraires en bois peintes de couleurs vives, représentant une scène de la vie, une activité ou les causes du décès de la personne inhumée, accompagnés d'un poème, parfois nostalgique, souvent humoristique, dédié à la mémoire du mort.

## Influences
L'art du cimetière de Săpânța est au croisement de l'art naïf et des traditions folkloriques transylvaines ou balkaniques, comme les stèles funéraires en bois ou en pierre (comme le furent celles de Biertan ou encore les stećci : stèles ou sarcophages des Carpates et des Balkans).

## Historique

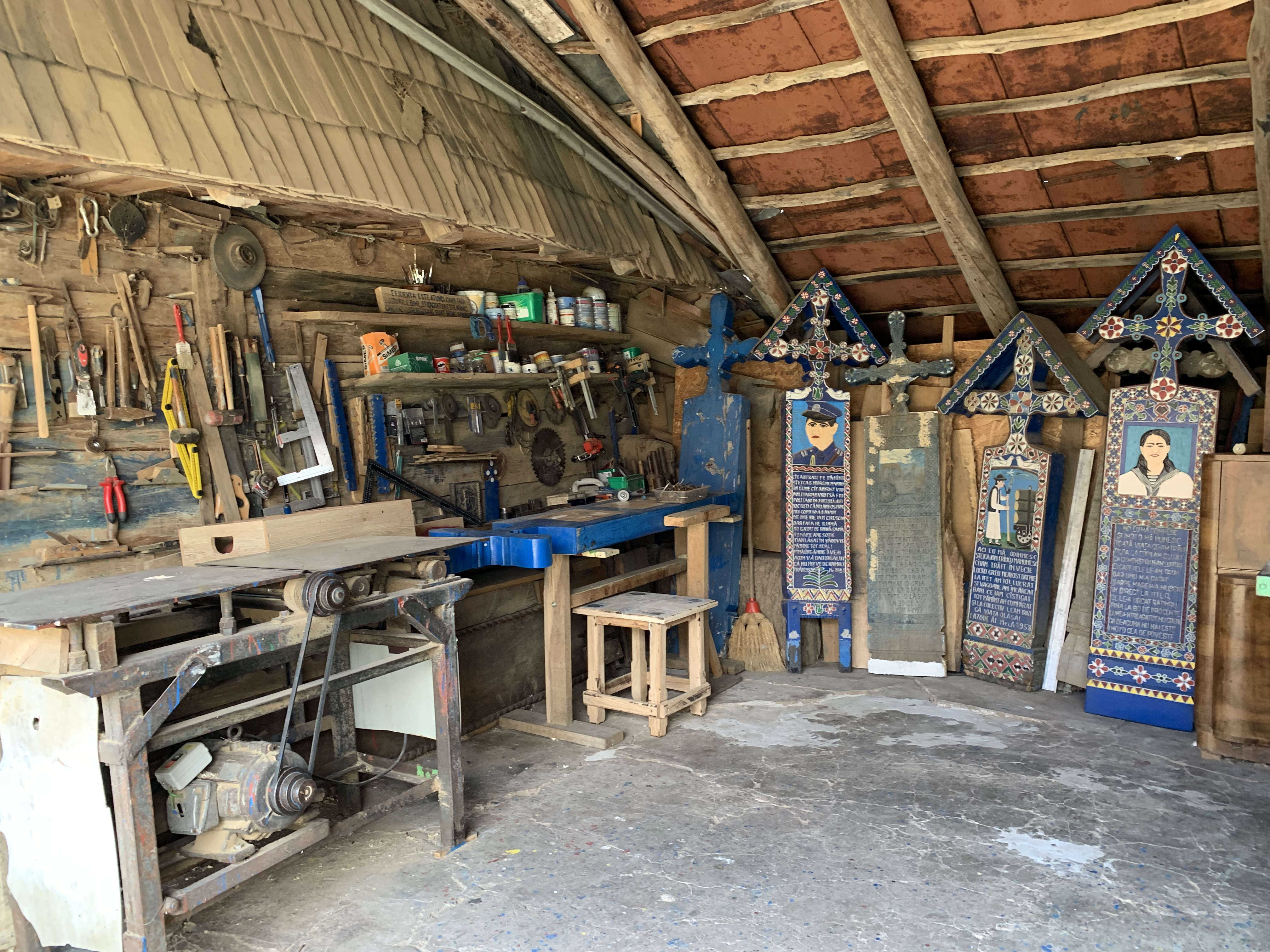
L'atelier de la maison de Stan Ioan Pătraș où les pierres tombales du cimetière joyeux ont été créées.

En 1935, un artisan local, Stan Ioan Pătraș (1908-1977), a sculpté une première épitaphe sur une croix de chêne décorée dans des couleurs vives. Ce faisant, il renouait avec d'anciennes traditions valaques (joyeuses obsèques, rituels funéraires festifs, libations et toasts portés au cours de repas commémoratifs…) depuis longtemps oubliées. Plusieurs centaines de joyeuses stèles existent à présent : de forme rectangulaire et richement ciselées de motifs géométriques, floraux ou astronomiques, elles sont couronnées d'une croix à deux ou trois banches, surmontées d'un petit toit. Sur un fond à dominante bleue, des scènes de la vie et de la fin du défunt sont figurées, surmontant généralement une poésie allégorique, souvent humoristique, évoquant son caractère. Les motifs de certaines stèles décrivent les circonstances accidentelles du décès ou représentent des scènes collectives de la vie du village. C'est notamment le cas depuis que le disciple de Pătraș, Dumitru Pop (ro) (1927-2006), lui a succédé après sa mort en 1977.
Le « joyeux cimetière », qui compte plus de 800 stèles au début du XXIe siècle, est devenu l'une des grandes attractions touristiques de la région.

## Divers
- La série manga One Piece illustre ce cimetière dans l'épisode 134.

## Galerie

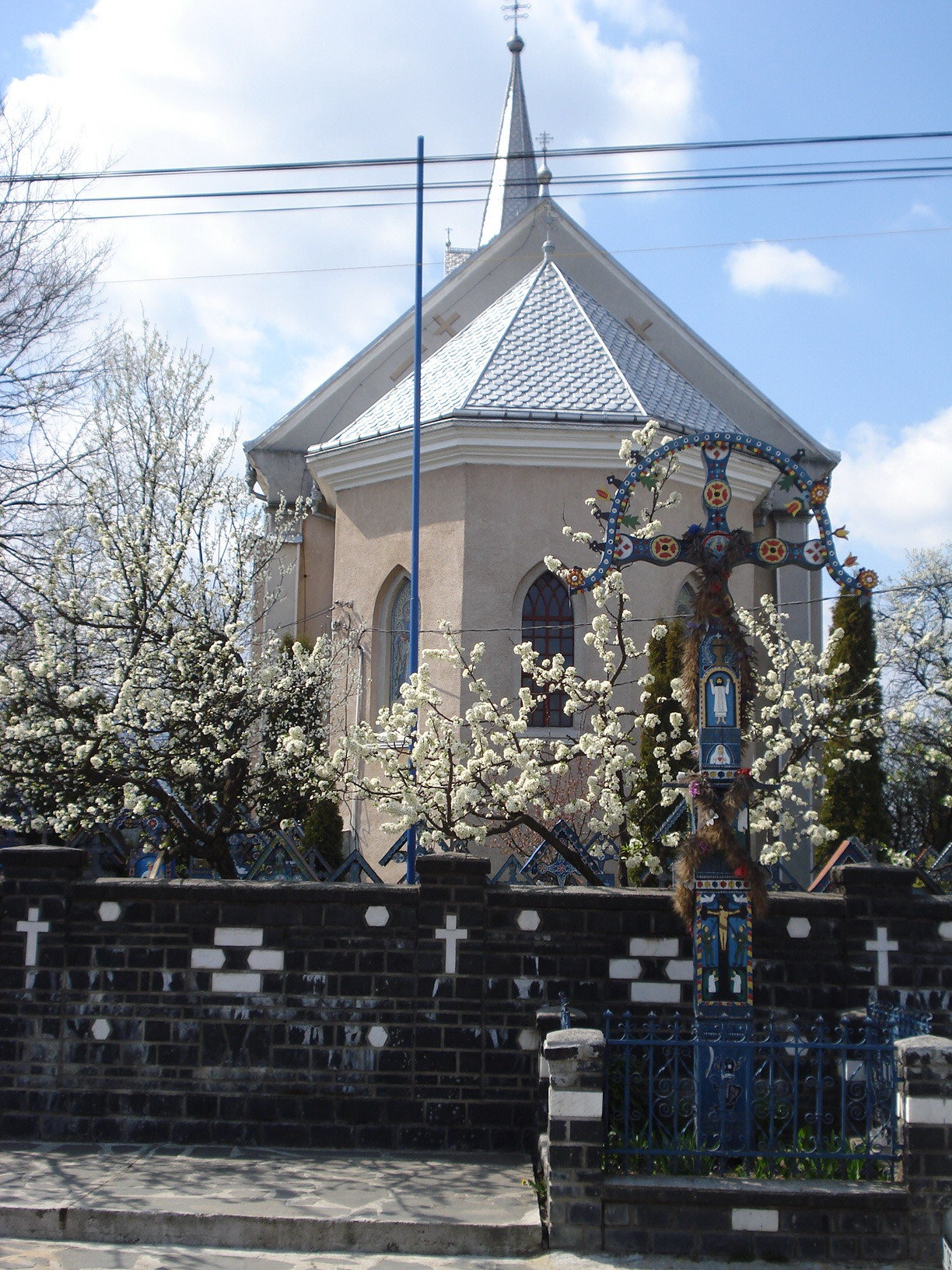
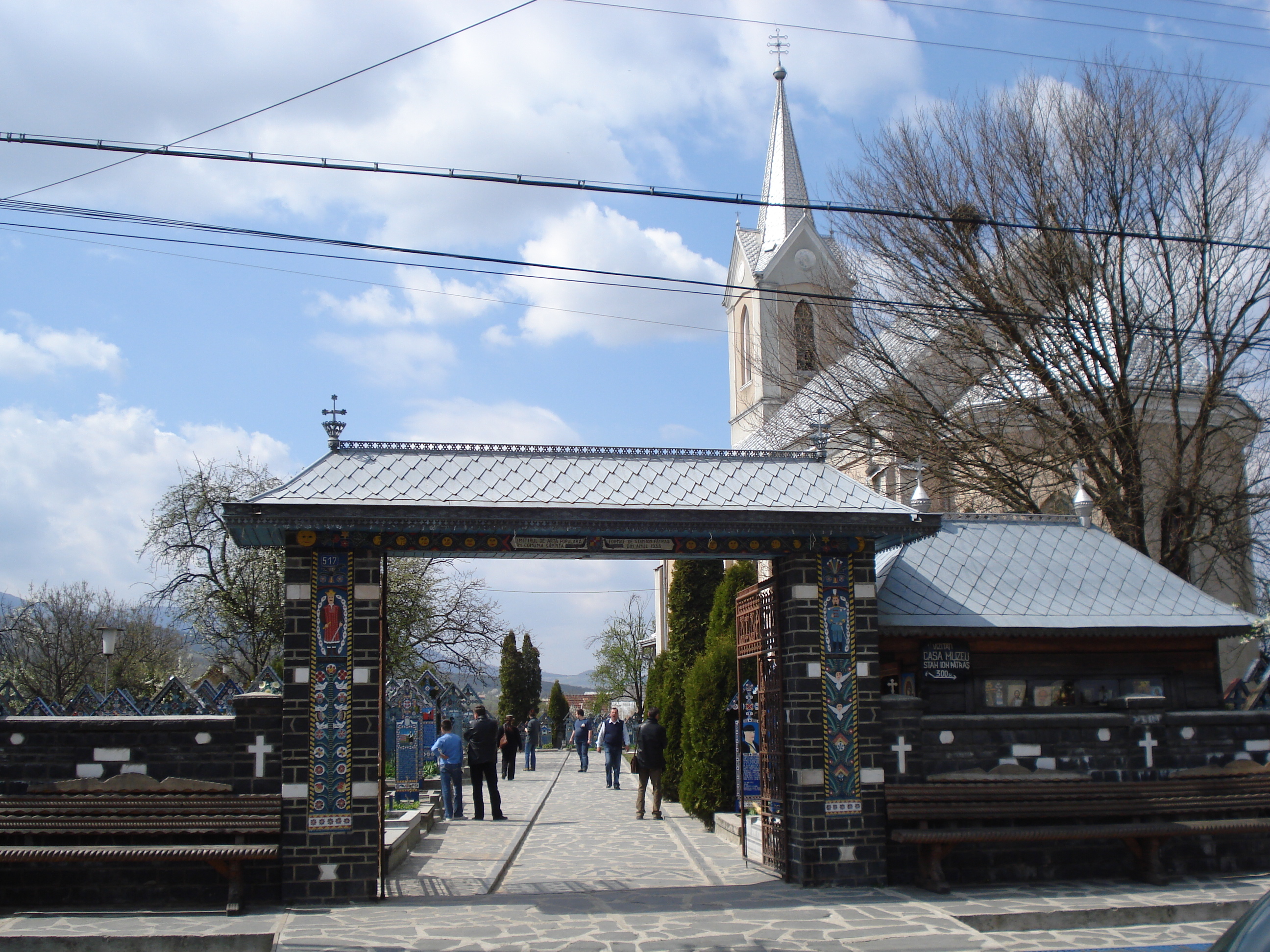
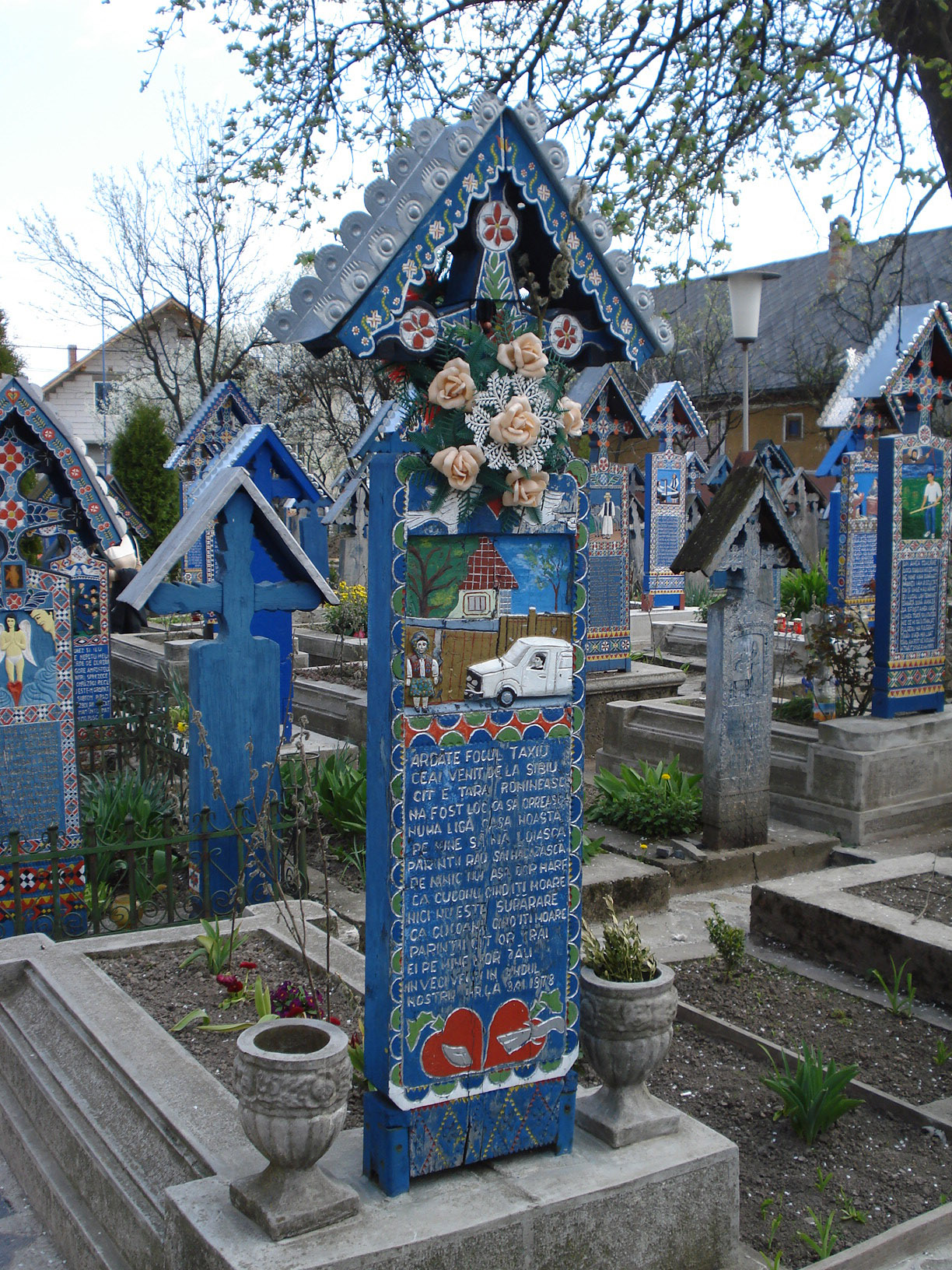
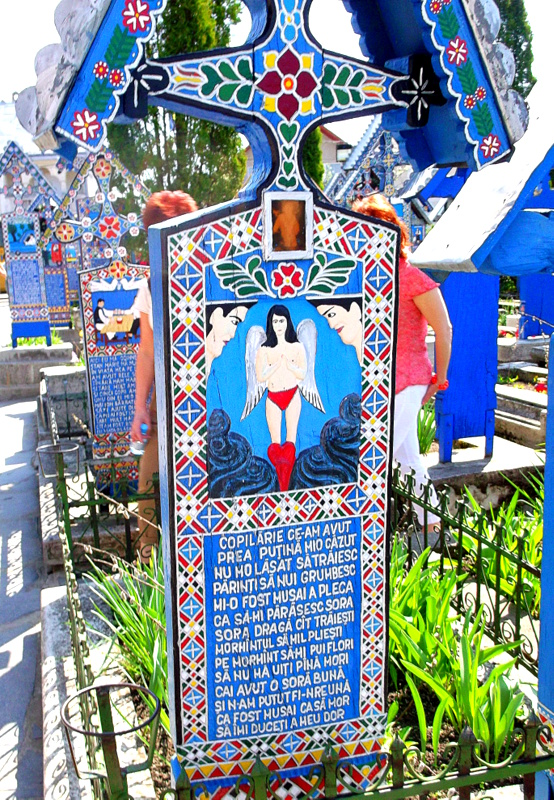
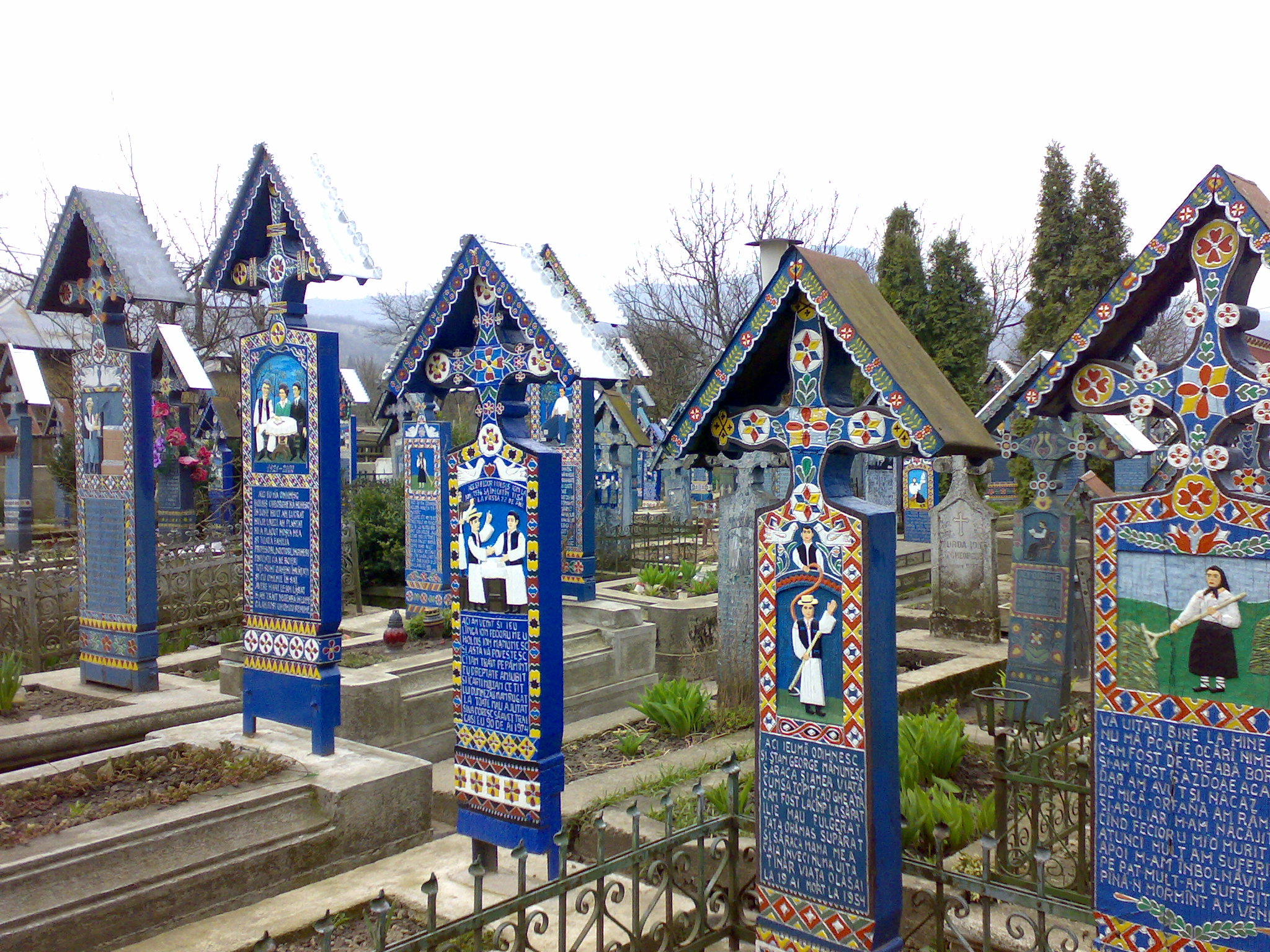
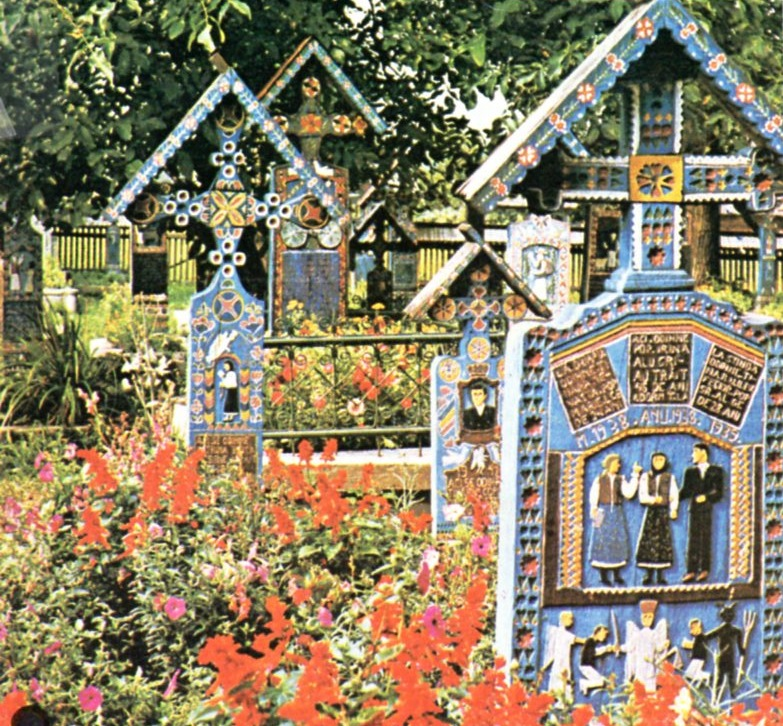
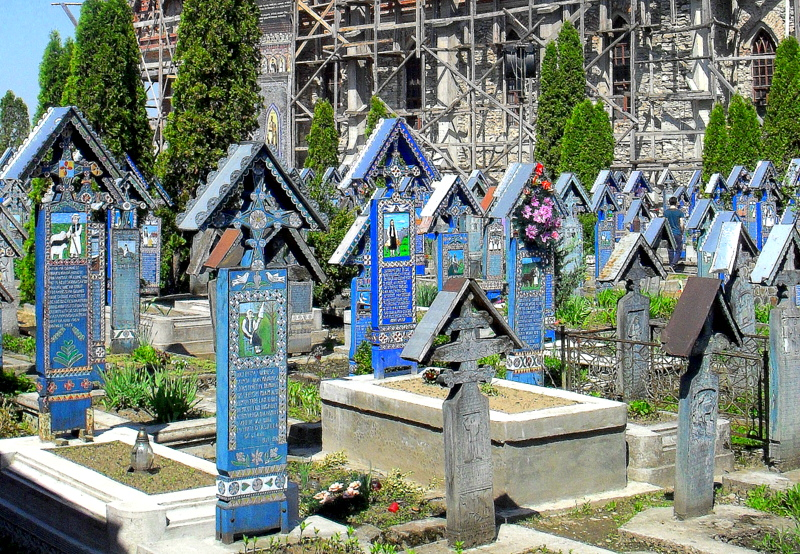
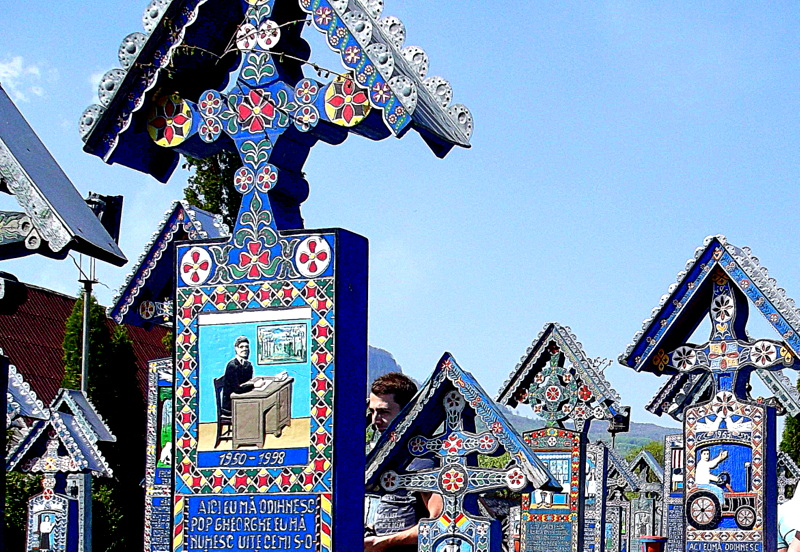
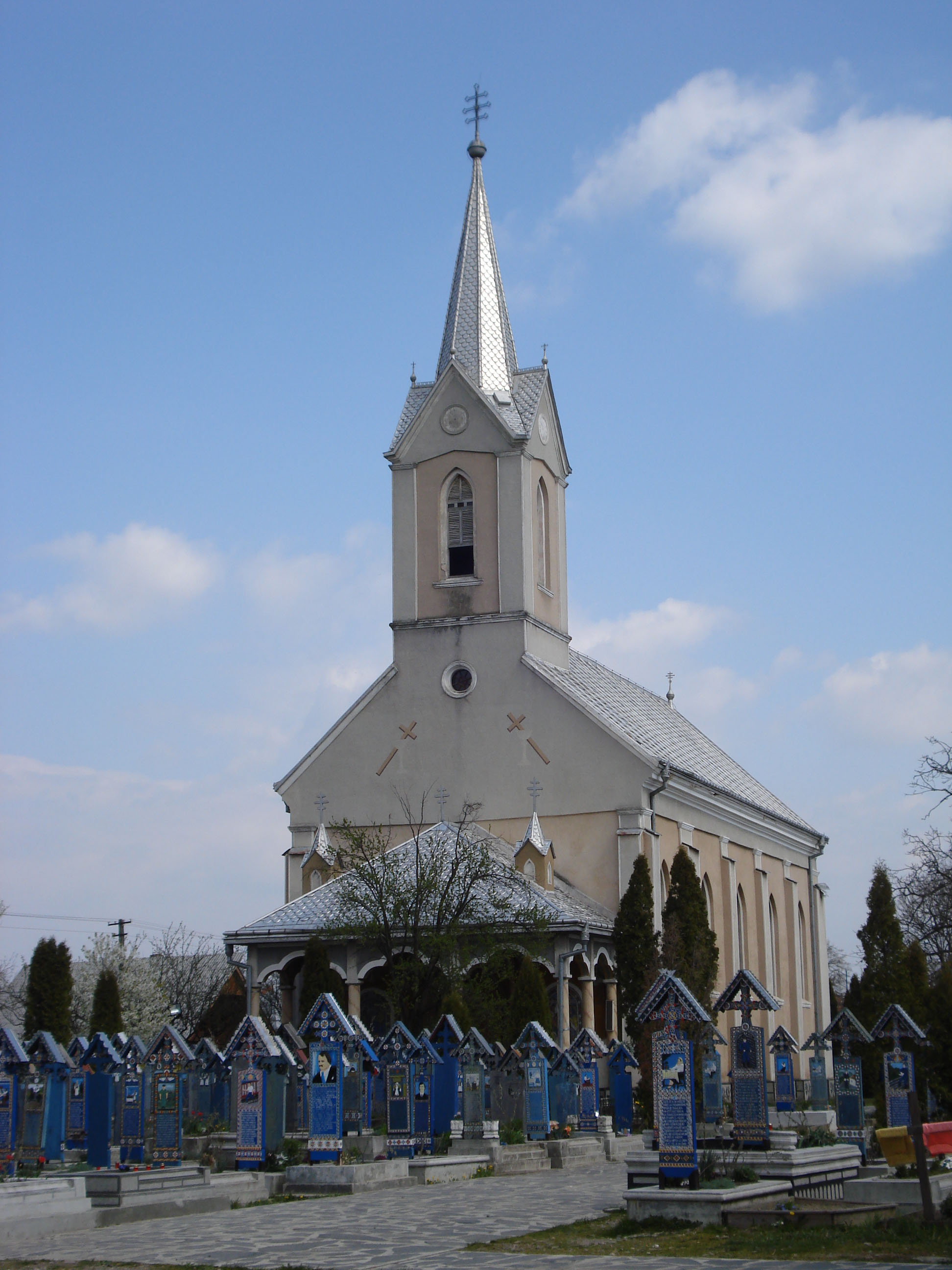
Cimetière autour de l'église de Săpânța.
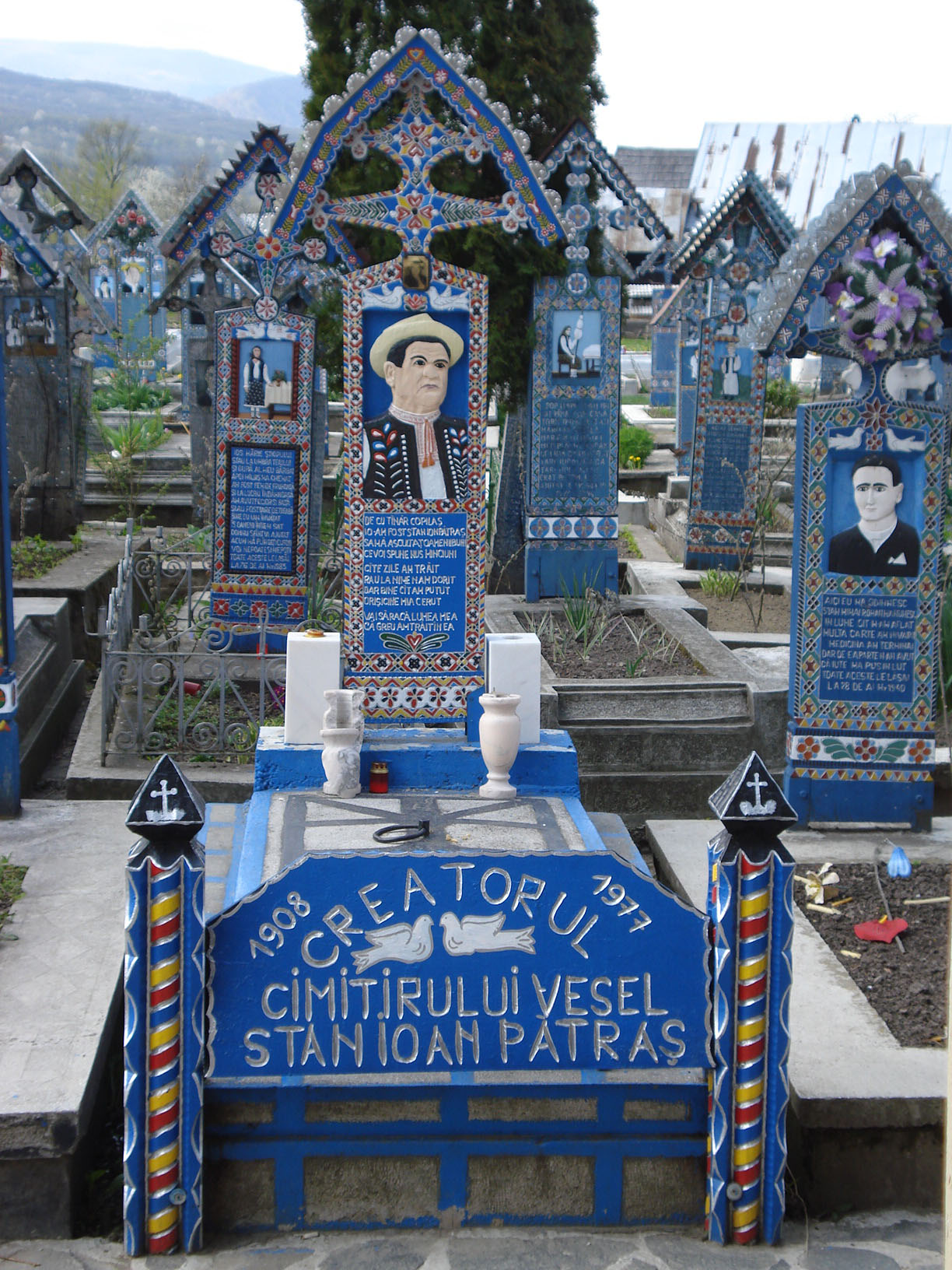
La tombe de Stan Ioan Pătraș au « Cimetière Joyeux » de Săpânța.